# Utetheisa assumptionis
Utetheisa assumptionis là một loài bướm đêm thuộc phân họ Arctiinae, họ Erebidae.